# Viața cu Louie
Viața cu Louie (în engleză Life with Louie) este un serial de desene animate transmis prima dată pe Fox Kids și, ulterior, pe Jetix, în care sunt povestite întâmplări din viața lui Louie Anderson, un copil de 8 ani care trăiește în Cedar Knoll, Wisconsin (SUA). Louie mai are cinci frați și surori, dar numai unul dintre aceștia apare des în serial, și anume Tommy, mezinul. Deși are mulți prieteni, Louie are și un inamic pe nume Glen Glenn, care îl bate de câte ori îl prinde. Multe episoade sunt inspirate din viața adevăratului Louie Anderson, comedian american care apare la începutul episoadelor și care le vorbește telespectatorilor. Louie Anderson a și regizat toate episoadele.
În România, Viața cu Louie a fost difuzat pe postul Fox Kids din 1999 până în 2005, iar pe Jetix din 2005 până în 2007. Din 2007 a fost mutat pe Jetix Play și difuzat până a fost închis Jetix Play.
In anul 2001, cand Disney a cumparat Fox Kids Worldwide, acesta a devenit proprietarul librariei Fox Kids, insa continutul nu este disponibil pe Disney+.

## Personaje
- Louie Anderson este personajul principal, un băiat de 8 ani, gras și îndrăgostit de Jeannie Harper. Louie este ironic adesea, chiar și când vorbește despre el. Îi plac gogoșile foarte mult.
- Jeannie Harper este prietena și totodată protectoarea lui Louie.
- Andy Anderson este tatăl acestuia, veteran de război. Andy este tipul omului lăudăros și exagerează de fiecare dată inventând povești din război în care el salvează întreaga omenire. El a lucrat, de fapt, ca bucătar și purta porecla de "Funduleț". Mașina acestuia este un Rambler clasic la care nu ar renunța pentru nimic în lume.
- Aura Anderson este mama lui Louie, o femeie cumsecade, dar și o mamă extrem de iubitoare care ar face orice pentru copiii ei.
- Tommy Anderson este frățiorul mai mic al lui Louie. Este naiv, iar Louie îl păcălește de multe ori. Louie mai are alți 9 frați, dar apar doar unii din ei, iar și aceia foarte rar.
- Helga Anderson este mama lui Andy pe care îl critică mereu că nu a putut să ajungă și el pe măsura fratelui său Erick.
- Erick Anderson este fratele lui Andy, pe care cel din urmă îl urăște la fel de mult ca pe unchiul Sammy din cauza bogăției.
- Henrietta Sherman este bunica lui Louie, mama Aurei. Deși tata le-a descris-o fiilor săi spunând despre ea că respirația ei ar doborî și un dinozaur, Louie observă încet-încet că bunica sa este foarte bună și glumeață, încurajându-l și ajutându-l de fiecare dată când are ocazia. A murit într-un episod când Louie voia să afle unde s-a dus și trebuia să meargă în lumea întreagă ca să afle.
- Sammy Sherman este unul din unchii lui Louie, pe care Andy Anderson îl disprețiuește doar pentru că este bogat. Acesta apare doar în episodul "A patra zi de joi din noiembrie", la sfârșitul căruia el se împrietenește cu Andy. Sammy este fratele Aurei.
- Glen Glenn este cel care îl terorizează pe Louie. Mama lui este instabilă psihic și este nedorită în cartier.
- Toddler este un băiat bun și prietenos, dar care este terorizat datorită înălțimii lui foarte mici.
- Michael Grunewald este unul din prietenii lui Louie, încă de când erau mici. Într-un episod se ceartă, dar se împacă, la fel ca tații lor, Earl și Andy.
- Domnul Jensen este unul din vecinii lui Louie. El nu se înțelege prea bine cu Andy Anderson, purtând mereu mici conflicte cu acesta bazate pe locul său de muncă, pământuri, comedianți etc. Jensen este oarecum lăudăros, are o voce joasă și este patolog.
- Earl Grunewald și Gus Williams sunt colegi cu tatăl lui Louie, care, deși de multe ori râd de el, îl și sprijină la nevoie, ceea ce se observă în episodul în care Andy Anderson e concediat, când colegii lui vor să facă grevă.
- Domnul Applegate este șeful lui Andy Anderson, care apare doar în câteva episoade, i se vede fața în episodul "Un sărut adevărat".
- Doamna Stillman este vecină cu Louie. Ea l-a certat pe tatăl lui Louie fiindcă nu i-a dat jos instalația de Crăciun de pe acoperiș, care a fost instalată cu ajutorul lui Toddler, Michael, Jeannie și Louie în magicul episod de Crăciun, O surpriză de Crăciun pentru doamna Stillman. Se cunoaște despre ea că soțul ei a murit și că este evreică de origine.
- Kelly Basset apare doar în episodul "Lacul Winnibigoshish". Este o fetiță foarte de treabă, de vârsta lui Louie, mereu batjocorită de tripleții familiei Lanza, ce o poreclesc fără niciun motiv "Fata-dulău". În ciuda acestui lucru, după zece ani este aleasă Miss Minnesota.
- Jojo Stamopoulos este un jucător de golf care îl angajează pe Louie ca băiat de mingi și care încearcă să îl convingă că banii sunt totul.
- Antrenorul Rockwell este profesorul de sport al lui Louie și antrenorul lui în echipa de baseball, iar mai târziu în echipa de baschet. Îl pune mereu pe Louie să facă ture, pentru că nu aleargă destul de repede și îl enervează pe Rockwell pentru că i se plânge, dar în finala campionatului de baseball îl încurajează și el pe Louie și îi recunoaște talentul la baschet.
- Martin Kazoo este un comediant ce pe vremuri era iubitul Aurei. Aceasta n-a mai vrut să stea cu el din cauza faptului că își câștiga existența insultând oameni, găsindu-și mereu scăparea în cuvântul "glumeam", dar mai ales pentru că a insultat-o chiar și pe ea într-un spectacol pe vremea liceului.
- Ben Glenn este tatăl lui Glen Glenn, om cu care tatăl lui Louie intră in competiție la jocurile de iarnă.
- Craig Erick și Paul George sunt prietenii lui Glenn Glenn, care îl ajută pe acesta la terorizarea lui Louie și a altor copii mai mici decât ei.
- Melvinii sunt un grup de șahiști. Unuia dintre ei,deși este numit Franklin, i se spune Melvin. Unul dintre Melvini a candidat la președinția școlii și a fost ales în unanimitate.
- Doamna Halloran este directoarea școlii la care învață Louie. Avidă după bani, ea a scris o mulțime de cărți. Îi place să dea cursuri în cel puțin trei etape. Visul ei este să devină superintendentă.
- Vince Lombardi este antrenorul echipei de fotbal american Green Bay Packers, pe care Andy vrea cu disperare să-l întâlnească pentru a-i arăta "Metoda Anderson" (o tactică de joc foarte bună inventată de Andy), dar nu este niciodată lăsat să se apropie din cauza bodyguarzilor. Louie reușește să ajungă la el și îi explică metoda Anderson, iar Vince îl ascultă chiar dacă Louie nu e foarte talentat la fotbal american; își amintește că a fost antrenorul lui Andy în liceu, unde Andy era cunoscut ca "Anderson Nebunu". Vince îi pune pe jucători să folosească metoda Anderson, în felul acesta câștigând meciul cu Chicago Bears în ultimele minute. La final, dă mâna cu Andy și apar la televizor împreună.
- Jen Glenn soția lui Ben Glenn și mama lui Glen Glenn, foarte GĂLĂGIOASĂ, care enervează pe toată lumea,dar nimeni nu are curaj să-i spună. Cu toate acestea, fără ea, orașul este plictisitor, oamenii sunt diferiți și totul este foarte banal.Jen Glenn este cu adevărat isterică.
- Austin Chambers este avocatul bunicii lui Louie.
- Laura Anderson, Carol Anderson, Julie Anderson și Charlie Anderson sunt surorile mai în vârstă ale lui Louie. Laura apare cel mai des în serial.
- Sid Anderson, John Anderson, Danny Anderson și Peter Anderson sunt frații mai în vârstă ai lui Louie, care apar foarte rar în episoade. Sid a fost închis din motive necunoscute.
- Piper este peștele obez al lui Louie.

## Episoade
Informare : 
Primul numar (No) semnifica numarul episodului din intregul serial.
Al doilea numar (#) semnifica numarul episodului din sezonul din care face parte.

### Episoade speciale
| №  | #  | Titlul episodului                                                                                    | Data lansării     |
| -- | -- | --- | ----------------- |
| 00 | 00 | „A Christmas Surprise for Mrs. Stillman (Un cadou de Crăciun pentru D-na Stillman) - episodul pilot” | 18 decembrie 1994 |

### Sezonul 1 (1995-1996)
| №  | #  | Titlul episodului                                                                 | Data lansării      |
| -- | -- | --------------------------------------------------------------------------------- | ------------------ |
| 01 | 01 | „Dad Gets Canned (Tata a fost concediat)”                                         | 18 iunie 1995      |
| 02 | 02 | „Raindrops Keep Falling on My Bed (Cântând în ploaie)”                            | 9 septembrie 1995  |
| 03 | 03 | „Lake Winnibigoshish (Lacul Winnibigoshish)”                                      | 16 septembrie 1995 |
| 04 | 04 | „A Fish Called Pepper (Un peștișor pe nume Piper)”                                | 23 septembrie 1995 |
| 05 | 05 | „Behind Every Good Coach (În spatele oricărui antrenor bun)”                      | 7 octombrie 1995   |
| 06 | 06 | „Alive! Miracle in Cedar Knoll, Wisconsin (Miracolul din Cedar Knoll, Wisconsin)” | 4 noiembrie 1995   |
| 07 | 07 | „Pains, Grains, and Allergy Shots (Durere, semințe și injecții antialergice)”     | 11 noiembrie 1995  |
| 08 | 08 | „The Fourth Thursday in November (A patra zi de joi din noiembrie)”               | 18 noiembrie 1995  |
| 09 | 09 | „Tracks of My Deers (Pe urma căpriorului)”                                        | 25 noiembrie 1995  |
| 10 | 10 | „When Cedar Knoll Freezes Over (Iernile în Cedar Knoll)”                          | 3 februarie 1996   |
| 11 | 11 | „A Fair to Remember (Un târg de neuitat)”                                         | 10 februarie 1996  |
| 12 | 12 | „Born a Rambler Man (Născut în Rambler)”                                          | 17 februarie 1996  |

### Sezonul 2: 1996-1997
| №  | #  | Titlul episodului                                                                                          | Data lansării      |
| -- | -- | --- | ------------------ |
| 13 | 01 | „Caddy on a Hot Tin Roof (Băiatul de mingi)”                                                               | 14 septembrie 1996 |
| 14 | 02 | „Summer of My Discontent (Vara necazurilor mele)”                                                          | 21 septembrie 1996 |
| 15 | 03 | „Anderson Ski Weekend (Un weekend la ski)”                                                                 | 28 septembrie 1996 |
| 16 | 04 | „Roofless People (Casa fără acoperiș)”                                                                     | 5 octombrie 1996   |
| 17 | 05 | „How to Succeed in Washington Without Really Trying (Cum să te realizezi la Washington fără niciun efort)” | 19 octombrie 1996  |
| 18 | 06 | „Mr. Anderson's Opus (Opera domnului Anderson)”                                                            | 26 octombrie 1996  |
| 19 | 07 | „An Anderson Dozen (O familie mare)”                                                                       | 2 noiembrie 1996   |
| 20 | 08 | „Buzz Stop (Opriți bâzâitul)”                                                                              | 9 noiembrie 1996   |
| 21 | 09 | „For Pete's Sake (De dragul lui Pete)”                                                                     | 16 noiembrie 1996  |
| 22 | 10 | „The Masked Chess Boy (Șahistul mascat)”                                                                   | 30 noiembrie 1996  |
| 23 | 11 | „The Good, the Bad, & the Glenns (Cei buni, cei răi și familia Glenn)”                                     | 1 februarie 1997   |
| 24 | 12 | „Kazoo's Coming to Dinner (Kazoo vine la cină)”                                                            | 8 februarie 1997   |
| 25 | 13 | „The Thank You Note (Scrisoarea de mulțumire)”                                                             | 15 februarie 1997  |

### Sezonul 3: 1997-1998
| №  | #  | Titlul episodului                                                | Data lansării      |
| -- | -- | ---------------------------------------------------------------- | ------------------ |
| 26 | 01 | „Louie's Gate (Filmul lui Louie)”                                | 6 septembrie 1997  |
| 27 | 02 | „The Making of a President (Cum să ajungi un președinte)”        | 13 septembrie 1997 |
| 28 | 03 | „Military Reunion (Reuniune militară)”                           | 20 septembrie 1997 |
| 29 | 04 | „Go Packers (Hai Packers)”                                       | 27 septembrie 1997 |
| 30 | 05 | „The Undergraduate (Suplinitoarea)”                              | 11 octombrie 1997  |
| 31 | 06 | „Louie's Harrowing Halloween (Halloween-ul lui Louie)”           | 25 octombrie 1997  |
| 32 | 07 | „Mr. Louie's Wild Ride (O călătorie nebună cu Dl Louie)”         | 1 noiembrie 1997   |
| 33 | 08 | „Close Encounters of the Louie Kind (Întâlnire de gradul Louie)” | 8 noiembrie 1997   |
| 34 | 09 | „The Kiss is the Thing (Un sărut adevărat)”                      | 15 noiembrie 1997  |
| 35 | 10 | „Family Portrait (Portret de familie)”                           | 20 decembrie 1997  |
| 36 | 11 | „Blinded By Love (Orbit de dragoste)”                            | 16 februarie 1998  |
| 37 | 12 | „Do it or Donut (Baschet sau gogoși)”                            | 23 februarie 1998  |
| 38 | 13 | „Project: Mother's Day (Ziua Mamei)”                             | 3 martie 1998      |

## DVD
În ianuarie 2006, TVShowsOnDVD.com a postat o nouă poveste care a fost lansată pe DVD. Informațiile au venit de la Louie Anderson însuși, care a menționat acestea la postul de radio unde a fost invitat: KQRS-FM. 
În ianuarie 2006 în Canada a fost lansat un volum special pentru Sărbătorile de iarnă. Acest volum conține 6 episoade în engleză și este singurul lansat vreodată pe DVD.
Cele 6 episoade sunt:
• O surpriză de Crăciun pentru dmna. Stillman
• Tata a fost concediat
• Cântând în ploaie
• În spatele fiecărui antrenor bun
• Un peștișor pe nume Piper
• Lacul Winnibigoshish

## Premii
Serialul a câștigat două Daytime Emmy Awards. De asemenea Humanitas Prize de trei ori, cu unul în plus față de orice alt desen animat.